# (5779) Schupmann
(5779) Schupmann es un asteroide perteneciente al cinturón de asteroides descubierto el 23 de enero de 1990 por Seiji Ueda y el astrónomo Hiroshi Kaneda desde el Kushiro Marsh Observatory, Hokkaido, Japón.

## Designación y nombre
Designado provisionalmente como 1990 BC1. Fue nombrado Schupmann en homenaje a Ludwig Schupmann que en Die Medial-Fernrohre, describió un telescopio que incorpora elementos reflectantes y refractores y espejos Mangin que permiten la eliminación de aberraciones cromáticas mientras se usan anteojos ópticos comunes. Los instrumentos de su diseño se usaron en los primeros estudios lunares y ahora se usan en los estudios de estrellas dobles.

## Características orbitales
Schupmann está situado a una distancia media del Sol de 3,007 ua, pudiendo alejarse hasta 3,248 ua y acercarse hasta 2,766 ua. Su excentricidad es 0,080 y la inclinación orbital 10,94 grados. Emplea 1905,03 días en completar una órbita alrededor del Sol.

## Características físicas
La magnitud absoluta de Schupmann es 12,4. Tiene 11,435 km de diámetro y su albedo se estima en 0,149. 